# Осада Каменца (1236)
Осада Каменца — пресечение Даниилом Романовичем попытки галицких бояр развить наступление на Волынь после того, как в Галиче закрепился Михаил Всеволодович (1235).

## История
После разгрома под Торческом Даниилу пришлось уступить Галич Михаилу, но уже зимой 1235/36 годов Василько Романович с поляками совершил набег на Галицкую землю.
В 1236 году галицкие бояре с болоховцами осадили Каменец, взяли много пленных в его окрестностях. Соотношение сил резко изменилось с прибытием чёрных клобуков от Владимира Рюриковича, вернувшегося в Киев после плена. Галичане были разбиты, болоховские князья все были взяты в плен.
После этого Михаил и Изяслав начали организацию большого похода на Волынь, закончившегося разорением Галицкой земли их союзниками половцами и разгромом их союзника Конрада Мазовецкого Васильком Романовичем под Червном.